# كل الخطوات الصحيحة
كل الخطوات الصحيحة (بالإنجليزية: All the Right Moves)‏ هو فيلم دراما أُنتج في الولايات المتحدة، وصُدر في سنة 1983. من إخراج مايكل تشابمان، ومن بطولة توم كروز وليا تومبسن.تم تصويره في جونستاون في بنسلفانيا وبيتسبرغ.

## الادوار
- توم كروز: ستيف
- كريغ نيلسون: نيكرسون
- ليا تومبسن - ليزا
- كريس بن - براين
- ليون-شادو
- تشارلز سيوفي-بوب
- غاري غراهام-جريج
- ميل وينكلر-جيس
- والتر بريجز-ريفلمان
- تيري أوكوين - فريمان سميث

## وصلات خارجية
- كل الخطوات الصحيحة على موقع IMDb (الإنجليزية)
- كل الخطوات الصحيحة على موقع ميتاكريتيك (الإنجليزية)
- كل الخطوات الصحيحة على موقع روتن توميتوز (الإنجليزية)
- كل الخطوات الصحيحة على موقع ألو سيني (الفرنسية)
- كل الخطوات الصحيحة على موقع Turner Classic Movies (الإنجليزية)
- كل الخطوات الصحيحة على موقع أول موفي (الإنجليزية)
- كل الخطوات الصحيحة على موقع بوكس أوفيس موجو (الإنجليزية)
- كل الخطوات الصحيحة على موقع فيلمافينيتي (الإسبانية)
- كل الخطوات الصحيحة على موقع قاعدة بيانات الأفلام السويدية (السويدية)
- كل الخطوات الصحيحة على موقع قاعدة بيانات الفيلم (الإنجليزية)

كل الخطوات الصحيحة  في قاعدة بيانات الأفلام على الإنترنت (بالإنجليزية)